# Dänische Poolbillard-Meisterschaft
Die dänische Poolbillard-Meisterschaft ist ein jährlich von der Den Danske Billard Union (DDBU) ausgetragenes Poolbillardturnier zur Ermittlung der nationalen Meister Dänemarks in den Disziplinenen 8-Ball, 9-Ball, 10-Ball und 14/1 endlos.
Erstmals ausgetragen wurde die dänische Meisterschaft 1990, damals nur mit einem Wettbewerb in der Disziplin 14/1 endlos. 1993 kam ein 9-Ball-Wettbewerb hinzu, ein Jahr später die Disziplin 8-Ball und separate Damenturniere, die 2005 letztmals ausgetragen wurden. 2009 wurde bei den Herren einmalig ein Wettbewerb im One Pocket ausgespielt. Die Disziplin 10-Ball kam im selben Jahr hinzu.
Rekordsieger bei den Herren ist Kasper Kristoffersen mit 20 Titeln, vor den 13-maligen Siegern Kasper Thygesen und Peter Nielsen.

## Dänische Meister

### Herren
| Jahr | 14/1 endlos          | 8-Ball                            | 9-Ball               | 10-Ball                            | One Pocket           |
| ---- | -------------------- | --------------------------------- | -------------------- | ---------------------------------- | -------------------- |
| 1990 | Peter Nielsen        |                                   |                      |                                    |                      |
| 1991 | Peter Nielsen        |                                   |                      |                                    |                      |
| 1992 | Peter Nielsen        |                                   |                      |                                    |                      |
| 1993 | Peter Nielsen        | Peter Nielsen                     |                      |                                    |                      |
| 1994 | Peter Nielsen        | Peter Nielsen                     | Peter Nielsen        |                                    |                      |
| 1995 | Peter Nielsen        | Carsten Rasmussen                 | Peter Nielsen        |                                    |                      |
| 1996 | Peter Nielsen        | Peter Nielsen                     | Jan Pedersen         |                                    |                      |
| 1997 | Jan Pedersen         | Ulrik Lyshøj                      | Jan Pedersen         |                                    |                      |
| 1998 | Peter Nielsen        | Kasper Thygesen                   | Tommy Ebeling        |                                    |                      |
| 1999 | Peter Nielsen        | Dan Rasmussen                     | Jarl Lindholt        |                                    |                      |
| 2000 | Jarl Lindholt        | Philip From                       | Tommy Ebeling        |                                    |                      |
| 2001 | Kasper Thygesen      | Jarl Lindholt                     | Tommy Ebeling        |                                    |                      |
| 2002 | Nick Conradi         | Kasper Thygesen                   | Martin Larsen        |                                    |                      |
| 2003 | Kasper Thygesen      | Kasper Thygesen                   | Kasper Thygesen      |                                    |                      |
| 2004 | Nick Conradi         | Kasper Thygesen                   | Kasper Thygesen      |                                    |                      |
| 2005 | Jakob Lyng           | Kasper Kristoffersen              | Kasper Kristoffersen |                                    |                      |
| 2006 | Kasper Thygesen      | Kasper Kristoffersen              | Bahram Lotfy         |                                    |                      |
| 2007 | Martin Larsen        | Kasper Thygesen                   | Daniel Kandi         |                                    |                      |
| 2008 | Kasper Thygesen      | Martin Larsen                     | Kasper Kristoffersen |                                    |                      |
| 2009 | Kasper Kristoffersen | Kasper Kristoffersen, Alan Conway | Martin Larsen        | Kasper Thygesen                    | Kasper Kristoffersen |
| 2010 | Kenneth Juul         | Kasper Thygesen                   | Kasper Kristoffersen | Bahram Lotfy, Kasper Kristoffersen |                      |
| 2011 | Kasper Kristoffersen | Martin Larsen                     | Martin Larsen        | Kasper Kristoffersen               |                      |
| 2012 | Bahram Lotfy         | Kasper Kristoffersen              | Kasper Kristoffersen | Bahram Lotfy                       |                      |
| 2013 | Alan Conway          | Bahram Lotfy                      | Jan Keller           | Kasper Kristoffersen               |                      |
| 2014 | Kasper Kristoffersen | Andreas Madsen                    | Kasper Kristoffersen | Kasper Kristoffersen               |                      |
| 2015 | Kasper Kristoffersen | Kasper Kristoffersen              | Alan Conway          | Daniel Kandi                       |                      |
| 2016 | Bahram Lotfy         | Bahram Lotfy                      | Daniel Kandi         | Kasper Kristoffersen               |                      |

### Damen
| Jahr | 14/1 endlos        | 8-Ball             | 9-Ball             |
| ---- | ------------------ | ------------------ | ------------------ |
| 1994 |                    | Marianne Mortensen |                    |
| 1995 | Marianne Mortensen | Marianne Mortensen | Pia Mortensen      |
| 1996 | Marianne Mortensen | Marianne Mortensen | Marianne Mortensen |
| 1997 | Charlotte Park     | Marianne Mortensen | Jeannette Jensen   |
| 1998 | Michala Borch      | Michala Borch      | Tinne Neubert      |
| 1999 | Michala Borch      | Charlotte Park     | Michala Borch      |
| 2000 | Tinne Neubert      | Tinne Neubert      | Michala Borch      |
| 2001 | Lisa Stejlborg     | Michala Borch      | Charlotte Sørensen |
| 2002 | Lisa Stejlborg     | Michala Borch      | Lisa Stejlborg     |
| 2003 |                    |                    |                    |
| 2004 | Katrine Jensen     | Charlotte Sørensen |                    |
| 2005 |                    |                    | Charlotte Sørensen |

### Junioren
| Jahr | 14/1 endlos                     | 8-Ball          | 9-Ball               | 10-Ball |
| ---- | ------------------------------- | --------------- | -------------------- | ------- |
| 1994 | Thomas Hansen                   | Thomas Hansen   | Jon Blaust           |         |
| 1995 | Peter Taub                      | Jacob Nielsen   | Kasper Kristoffersen |         |
| 1996 | Henrik Sahlberg                 | Kim Andersen    | Kasper Thygesen      |         |
| 1997 | Kim Andersen                    | Kim Andersen    | Kasper Thygesen      |         |
| 1998 | Kasper Thygesen                 | Khiem Dinh Doan | Kasper Thygesen      |         |
| 1999 | Khiem Dinh Doan                 | Khiem Dinh Doan | Khiem Dinh Doan      |         |
| 2000 | Allan Jonassen                  | Thomas Jæger    | Allan Jonassen       |         |
| 2001 | Nick Conradi                    | Nick Conradi    | Daniel Kandi         |         |
| 2002 |                                 |                 |                      |         |
| 2003 |                                 |                 |                      |         |
| 2004 | Henrik Asperup                  | Henrik Asperup  |                      |         |
| 2005 |                                 |                 |                      |         |
| 2006 |                                 |                 |                      |         |
| 2007 |                                 |                 |                      |         |
| 2008 |                                 |                 |                      |         |
| 2009 |                                 |                 |                      |         |
| 2010 |                                 |                 |                      |         |
| 2011 |                                 |                 |                      |         |
| 2012 | Frederik Madsen, Andreas Madsen | Andreas Madsen  | Andreas Madsen       |         |
| 2013 | Joel Rosenfeldt                 | Andreas Madsen  | Andreas Madsen       |         |
| 2014 | Andreas Madsen                  | Joel Rosenfeldt | Andreas Madsen       |         |
| 2015 | Andreas Bønnelykke              | Mickey Krause   |                      |         |